# AfterThought
AfterThought (Brasil: Sonhos da Morte ) é um filme de terror e suspense produzido nos Estados Unidos, dirigido por Douglas Elford-Argent e lançado em 2007.
Sua estreia no Brasil ocorreu no dia 17 de setembro de 2013.